# Bygg- och anläggningsprogrammet
Bygg- och anläggningsprogrammet (BA) är nationellt yrkesförberedande gymnasieprogram med fem inriktningar: anläggningsfordon, husbyggnad, mark och anläggning, måleri och plåtslageri. Läsåret 2013–2014 gick 14 816 elever på BA. 92 % av eleverna är män och 8 % kvinnor på programmet som helhet. 35 % av de elever som går inriktningen måleri är kvinnor..

## Examensmål
I programmets examensmål står bland annat:
- Utbildningen ska utveckla elevernas kunskaper om och färdigheter i byggnation och anläggning vid till exempel nyproduktion, ombyggnad och renovering. Eftersom bygg- och anläggningsarbete påverkar samhällets infrastruktur och de miljöer man vistas i ska utbildningen ge kunskaper om ett rationellt, säkert och miljömässigt hållbart byggande. Utbildningen ska också ge kunskaper om branschens olika yrken och arbetsprocesser samt om entreprenörskap och företagande, vilket ger en god grund för samverkan på arbetsplatsen och med kunder.
- Byggarbetsplatsen är föränderlig och arbetet sker både inomhus och utomhus. Dessutom förändras och utvecklas arbetsmetoder, material, verktyg och hjälpmedel. Detta ställer krav på ett flexibelt förhållningssätt och kontinuerligt lärande i arbetslivet. Utbildningen ska därför utveckla elevernas kreativitet och initiativförmåga. Den ska också bidra till att utveckla elevernas förmåga att använda digital teknik som förekommer inom för utbildningen relevanta yrkesområden. De ska kunna arbeta självständigt och tillsammans med andra. Arbetet ska genomföras på ett ergonomiskt, hälsosamt och säkert sätt för att förebygga förslitningar och andra arbetsskador. Utbildningen ska ge kunskaper om arbetsmiljöregler och säkerhetsbestämmelser.
- Arbetsplatsförlagt lärande ska förekomma på alla yrkesprogram. Det arbetsplatsförlagda lärandet ska bidra till att eleverna utvecklar yrkeskunskaper och en yrkesidentitet samt förstår yrkeskulturen och blir en del av yrkesgemenskapen på en arbetsplats. Det arbetsplatsförlagda lärandet kan också ge inblick i företagandets villkor.

## Inriktningar

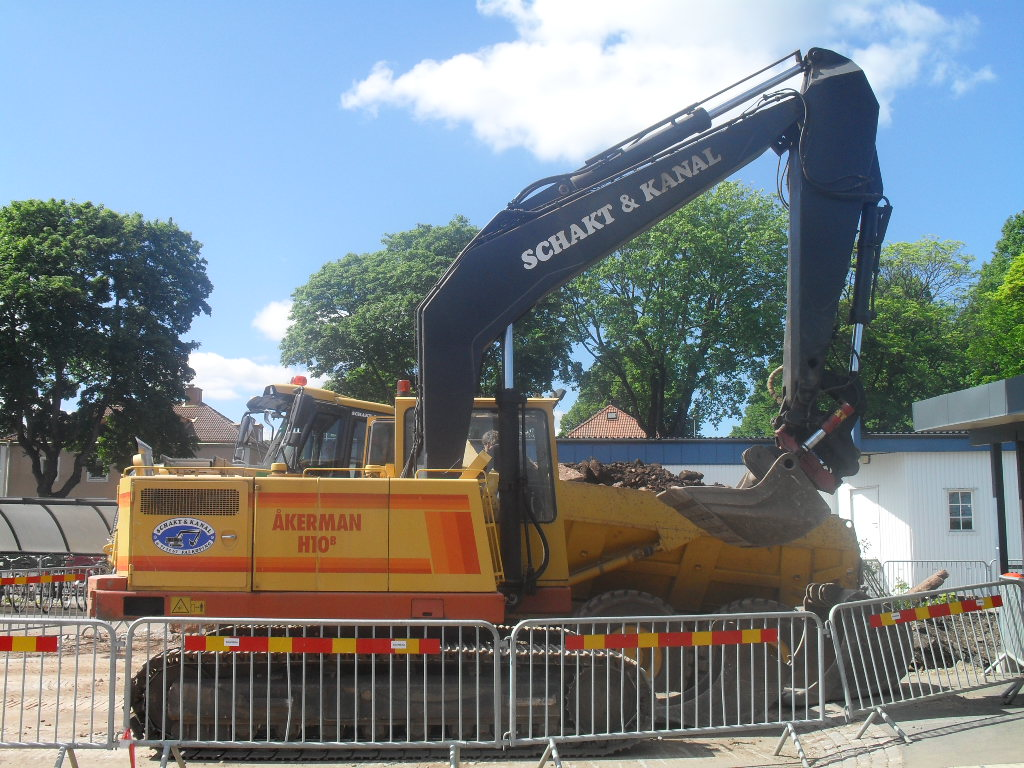
Inriktningen Anläggningsfordon kan leda till arbete med grävmaskiner.

Bygg- och anläggningsprogrammet har fem inriktningar.
- Inriktningen anläggningsfordon ska ge kunskaper i markarbeten som schakt- och materialförflyttning inom väg- och ledningsarbete och ballast samt trafikkunskap.
- Inriktningen husbyggnad ska ge kunskaper i nybyggnation, renovering och ombyggnation av bostäder och lokaler samt även av broar och andra anläggningskonstruktioner.
- Inriktningen mark och anläggning ska ge kunskaper i markarbeten för vägar, järnvägar, husgrunder, ledningar, gröna ytor samt asfalt-, platt- och stenbeläggningar.
- Inriktningen måleri ska ge kunskaper i ny- och ommålning av invändiga och utvändiga ytor, uppsättning av olika väggbeklädnadsmaterial samt kunskaper om färgens estetiska och skyddande värden.
- Inriktningen plåtslageri ska ge kunskaper i byggnads- och ventilationsplåtslageri för att förse byggnader med ett yttre klimatskydd och ett fungerande inneklimat, i en kombination av design och teknisk funktion.

Samtliga inriktningar kan leda till fortsatta studier på yrkeshögskola.

## Kursinnehåll Gy 2011

### Kurser inom gymnasiegemensamma ämnen
Kurser inom de ämnen som läses på samtliga program, och som läses inom samtliga inriktningar:
- Engelska 5, 100p
- Historia 1a1, 100p
- Idrott och hälsa 1, 100p
- Matematik 1a, 100p
- Naturkunskap 1a1, 50p
- Religionskunskap 1a, 50p
- Samhällskunskap 1a1, 50p
- Svenska 1, 100p eller Svenska som andraspråk 1, 100p

Valbara kurser som ger högskolebehörighet:
- Engelska 6, 100p
- Svenska 2, 100p eller Svenska som andraspråk 2, 100p
- Svenska 3, 100p eller Svenska som andraspråk 3, 100p

### Kurser inom programgemensamma ämnen
- Bygg och anläggning 1, 200p
- Bygg och anläggning 2, 200p

Alla elever på BA läser samma programgemensamma ämnen och specialiserar sig därefter i olika inriktningar. Därtill kan också läggas programfördjupningskurser.

### Kurser inom inriktningar
| Anläggningsfordon           | 900p | Husbyggnad           | 700p | Mark och anläggning  | 500p | Måleri          | 400p | Plåtslageri             | 400p |
| --------------------------- | ---- | -------------------- | ---- | -------------------- | ---- | --------------- | ---- | ----------------------- | ---- |
| Anläggningsförare 1         | 200  | Husbyggnad 1         | 100  | Anläggning 1         | 100  | Måleri 1        | 200  | Plåtslageri - Grunder   | 100  |
| Anläggningsförare 2         | 200  | Husbyggnad 2         | 200  | Anläggning 2         | 200  | Måleriprocessen | 200  | Plåtslageriprocessen    | 200  |
| Anläggningsförare 3         | 200  | Husbyggnad 3         | 200  | Anläggningsprocessen | 200  |                 |      | Ventilationsplåtslageri | 100  |
| Anläggningsförare 4         | 200  | Husbyggnadsprocessen | 200  |                      |      |                 |      |                         |      |
| Anläggningsförare — process | 100  |                      |      |                      |      |                 |      |                         |      |

## Exempel på yrkesutgångar
- Anläggningsmaskinförare
- Beläggningsarbetare
- Bergarbetare
- Betongarbetare
- Byggnadsmålare
- Byggnadsplåtslagare
- Glastekniker
- Golvläggare
- Håltagare
- Järnvägstekniker
- Murare
- Plattsättare
- Stenmontör
- Ställningsbyggare
- Takmontör
- Träarbetare
- Undertaksmontör
- Ventilationsplåtslagare
- Väg- och anläggningsarbetare (mot gaturum och parker)
- Väg- och anläggningsarbetare (mot väg och infrastruktur)